# Страхів
Страхів — гідрологічний заказник місцевого значення. Об'єкт розташований на території Олевського району Житомирської області, ДП «Олевське ЛГ», Хочинське лісництво, кв. 9, 15, 16, 17, 18, 22, 23, 24, 25, 29, 30, 31, 32, 33, 36, 37, 38, 43, 44, 45, 50, 51, вид. 1—18; кв. 56, вид. 1—6; кв. 57.
Площа — 2405 га, статус отриманий у 2001 році.